# Centre de natation de Tampere
Le centre de natation de Tampere (en finnois : Tampereen uintikeskus), également connu sous le nom de centre de natation de Kaleva (en finnois : Kalevan uintikeskus), est situé dans le quartier de Kaleva du centre-ville de Tampere en Finlande.

## Présentation
Il comprend la plus grande piscine couverte de Tampere, ainsi que la piscine de plein air de Tampere,.
Le centre a accueilli les championnats d'Europe juniors de natation 2010.

## Galerie

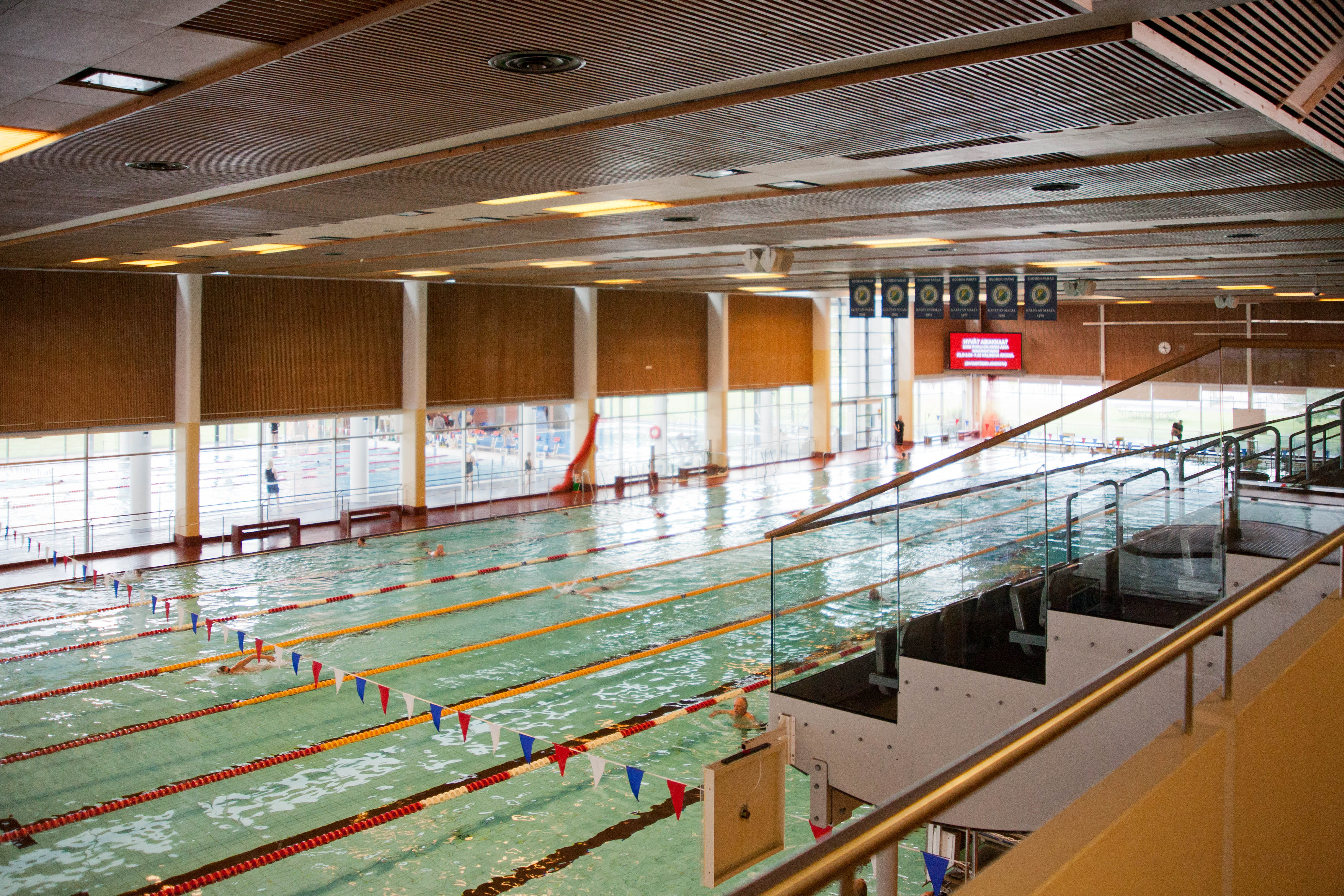
La piscine couverte.
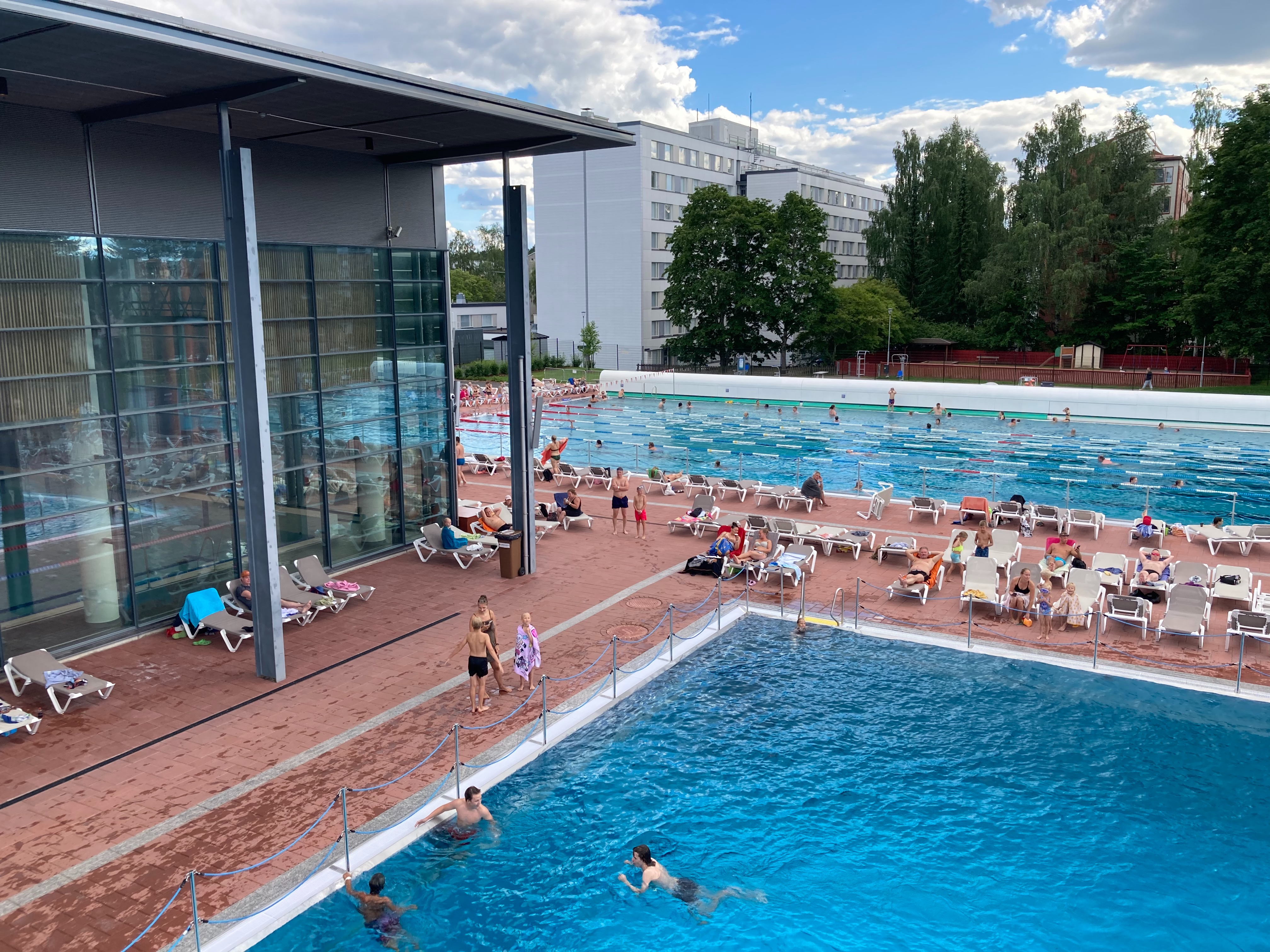
La piscine de plein air.